# Dwór Behr
Dwór Behr (niem. Rittergut von Behr) – zabytkowy dwór w Hoya, w Dolnej Saksonii (Niemcy).
W 1470 r. Heinrich Behr otrzymał od księcia Ottona z Brunszwiku-Lüneburga (1439–1471) pozwolenie na wykupienie od biskupa Verden zamku Stellichte. Pod rządami rodziny von Behr zamek wkrótce przeszedł wiele dalszych zmian budowlanych, które przekształciły go w dwór. Johann Georg Wilhelm Behr, syn Friedricha, który w 1704 stał się jedynym właścicielem posiadłości, zburzył stary zamek, którego piękna bryła znana jest ze starych rycin, i wybudował nowy budynek mieszkalny w stylu dawnych dworów. Ulrich von Behr, który był właścicielem dworu od 1876, pod koniec XIX w. zlecił jego znaczne powiększenie. Jego następca, dr prawa Ulrich von Behr (właściciel od 1903) rozbudował dwór o skrzydła. Do dworu prowadzi brama z herbami.

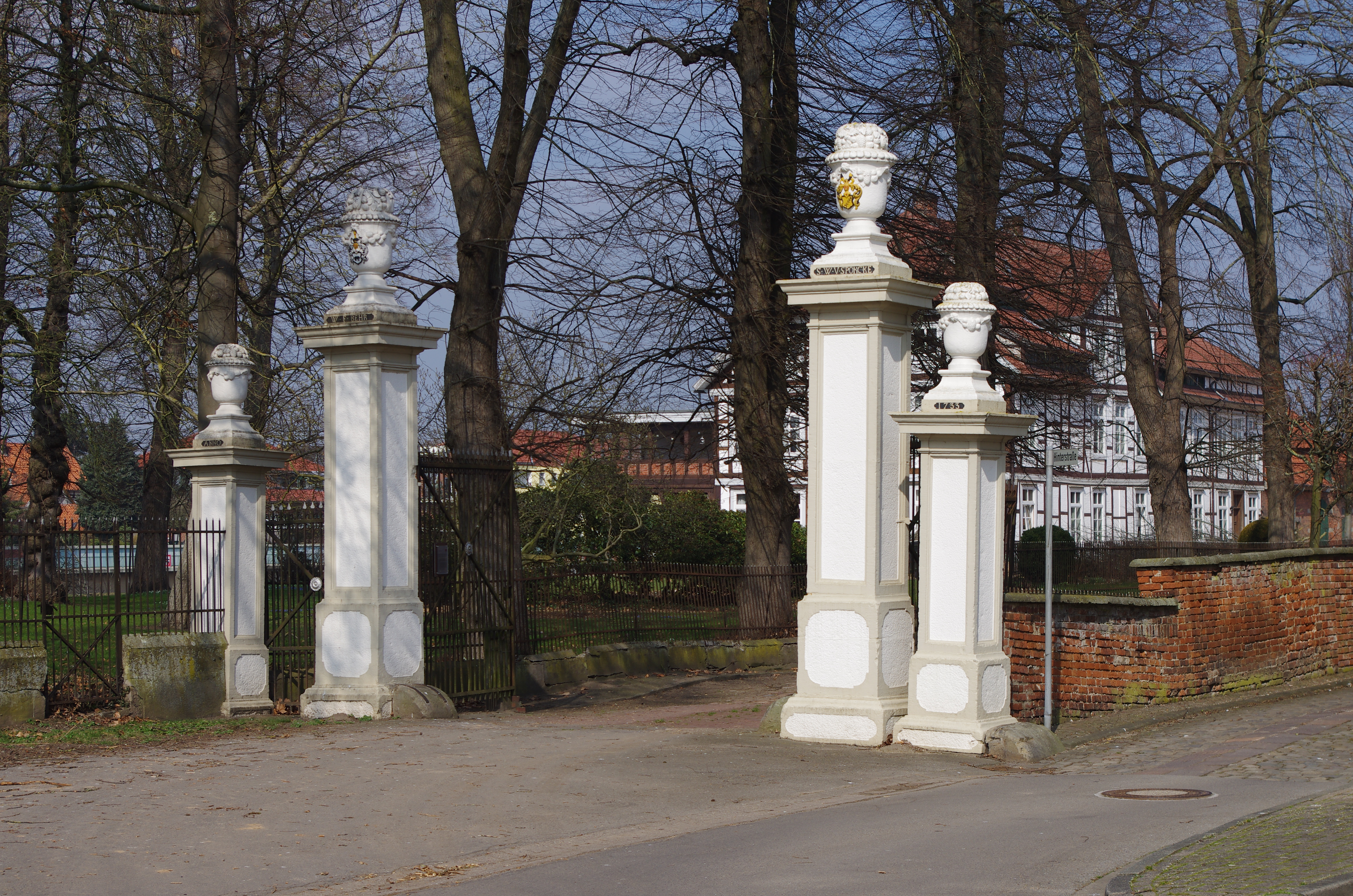
Brama z herbami Behr i Spörcken (1733)
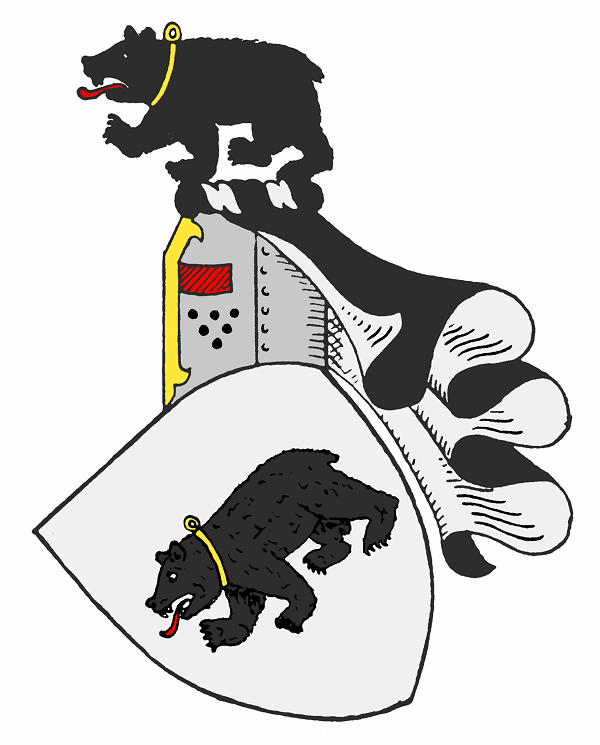
Herb Behr
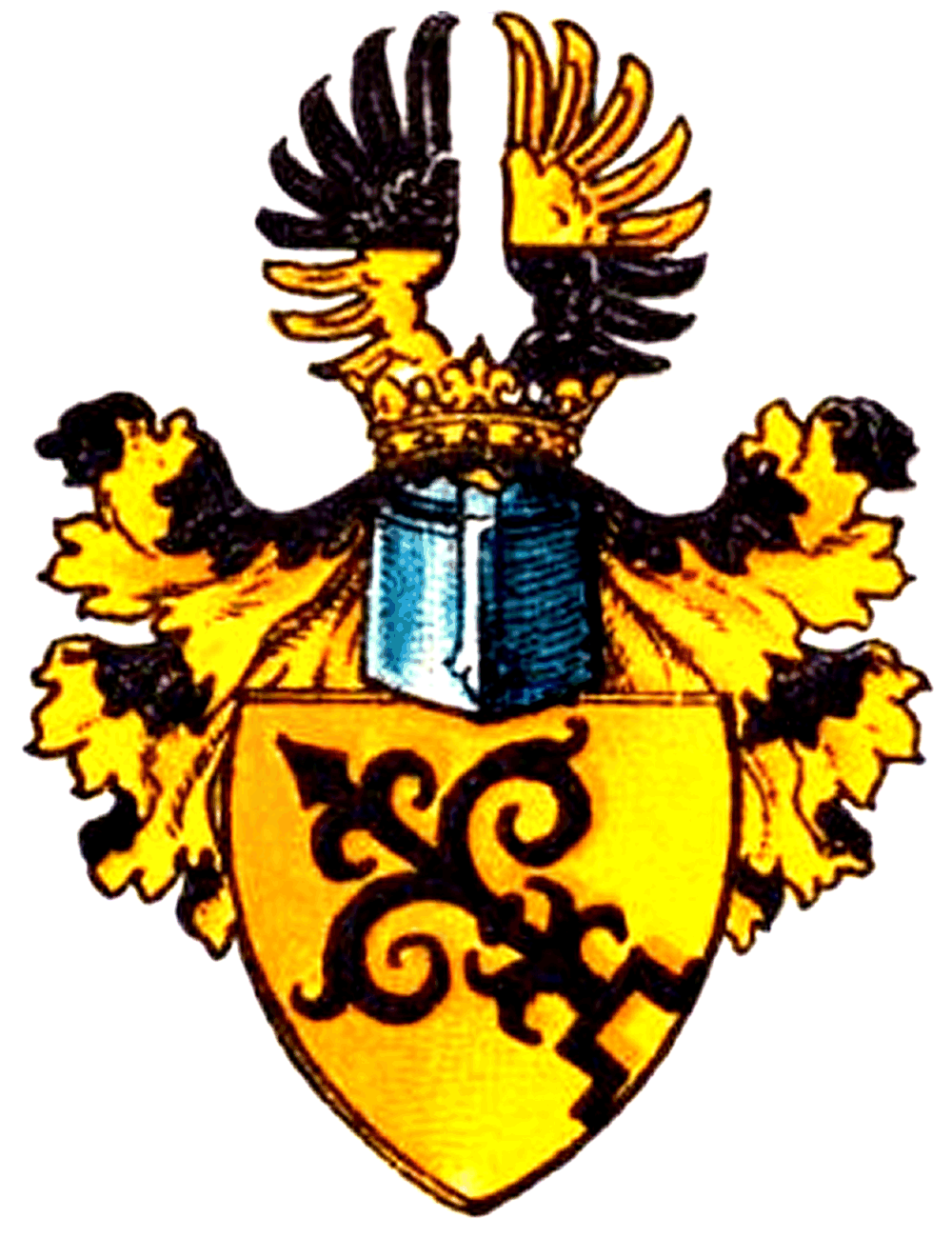
Herb Spörcken
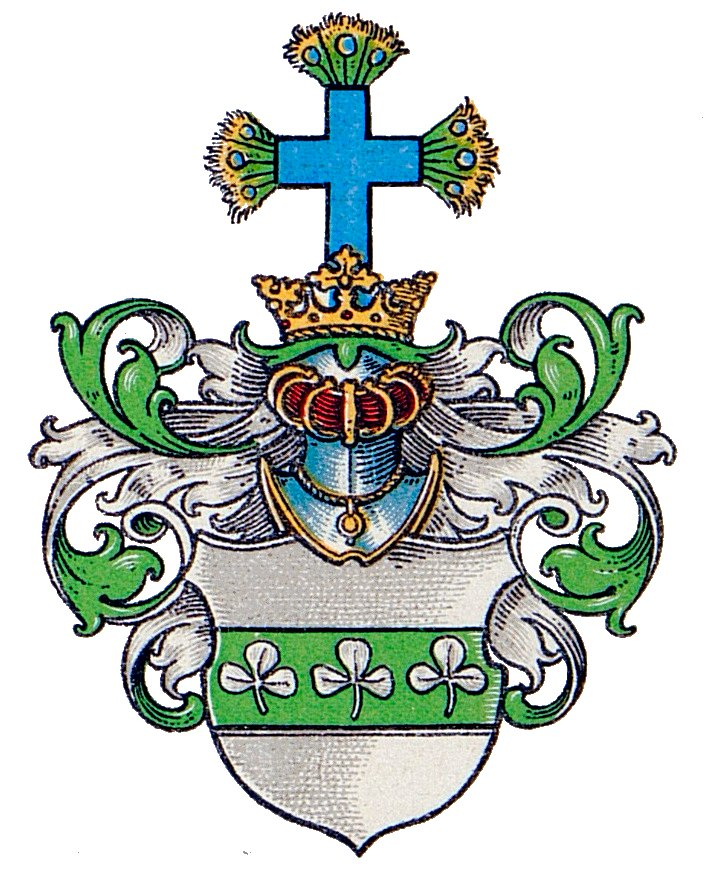
Herb Staffhorst
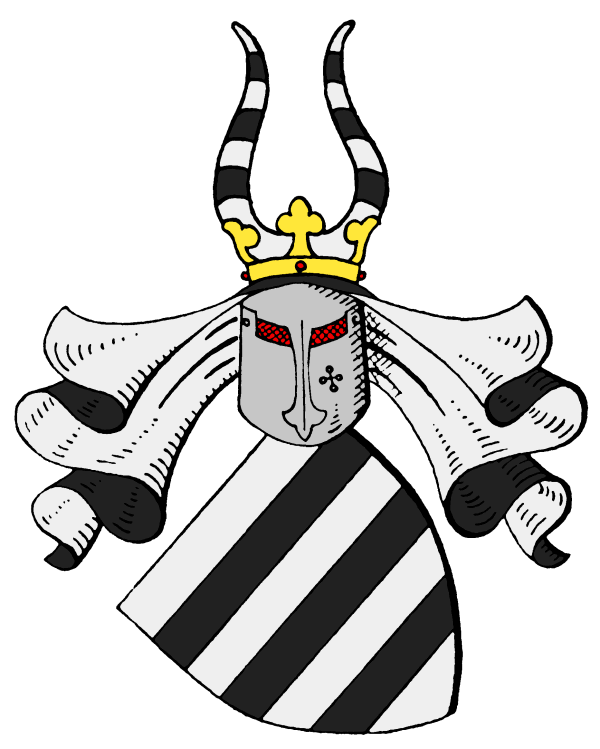
Herb Miltitz